# Templin
Templin är en stad i det tyska distriktet Landkreis Uckermark i förbundslandet Brandenburg. Staden var år 2011 den till ytan största kommunen i distriktet, den näst största i Brandenburg och den åttonde största i Tyskland.

## Geografi
Templin är beläget omkring 70 kilometer norr om Berlin, på Templinplatån vid Templiner Sees västra strand. Öster och söder om staden ligger skogsområdet Schorfheide. Genom staden rinner Templinkanalen som via Röddelinsee väster om staden har sitt utlopp i floden Havel, som här utgör kommunens västra gräns.

## Historia
I ett dokument från 1270, under markgreve Otto IV av Brandenburgs regering omnämns Templin för första gången. Skriften syftade på ett landutbyte mellan markgrevarna från fursteätten Askanien och biskop Heinrich av Brandenburg an der Havel. 1287 uppehöll sig Otto IV i Templin och undertecknade dokument här. I ett senare dokument från 1314 betecknas Templin som stad med stadsrättigheter. Genom freden i Templin som undertecknades i staden 1317 avslutades det nordtyska markgrevekriget, med markgrevskapet Brandenburg och hansestäderna Wismar, Rostock och Stralsund på ena sidan och Danmark, Mecklenburg, Pommern och Tyska orden på andra sidan. Genom freden tvingades Brandenburg avträda Stargard till Mecklenburg och förlorade sin kust mot Östersjön.

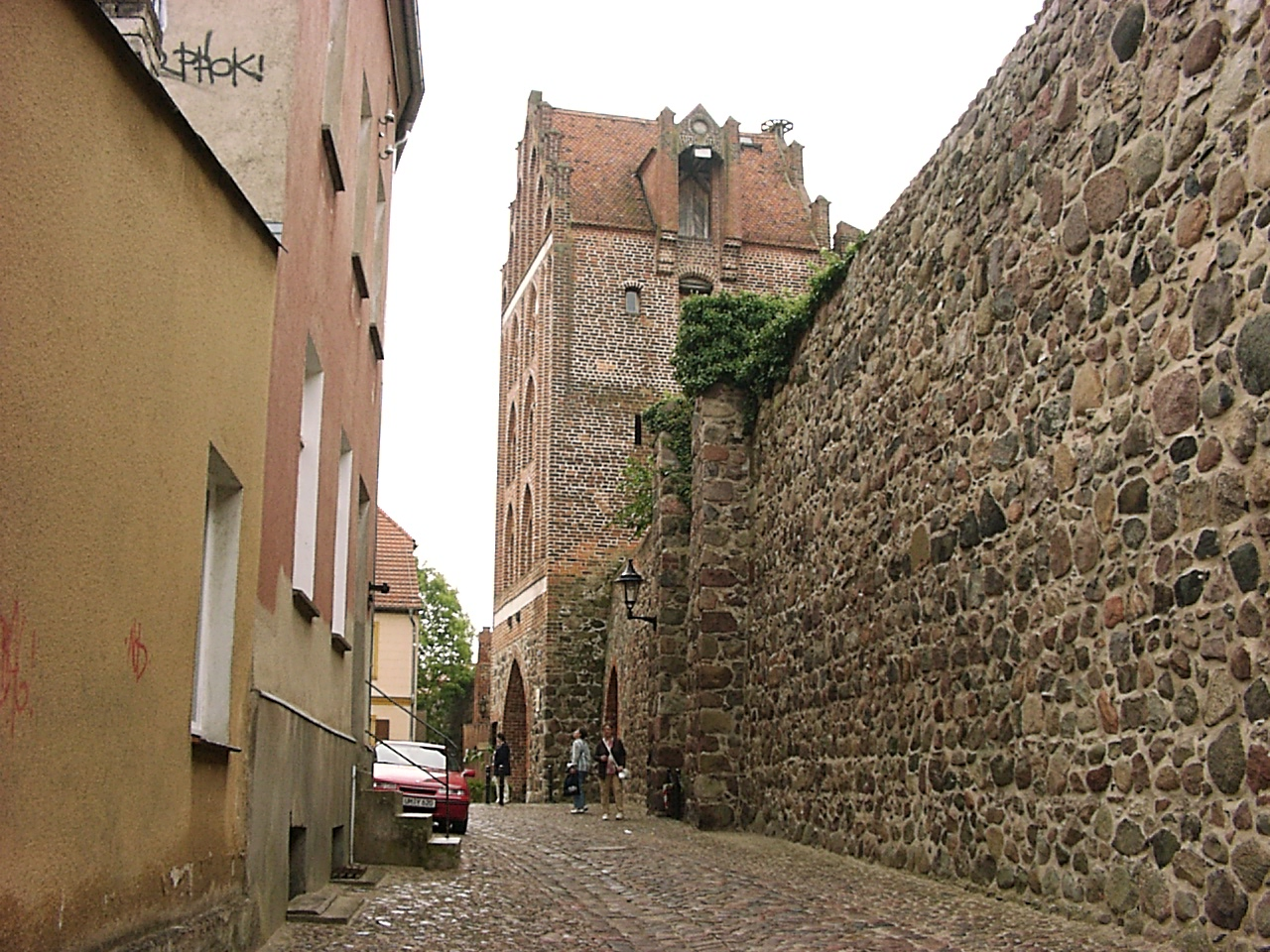
Del av ringmuren.

Stadens närområde tillhörde till stora delar det närbelägna klostret i Himmelpfort under medeltiden. 1397 ingick Templin i en koalition med andra städer som Stralsund, Pasewalk, Prenzlau och Szczecin för att motverka rövarbanden i regionen. Efter ytterligare strider mellan olika regenter i regionen blev Templin genom freden i Prenzlau 1479 permanent en del av markgrevskapet Brandenburg.
Stora delar av staden brann ned 1492, 1618 samt 1735.  År 1626 dog 47 familjer under en pestepidemi. Under trettioåriga kriget blev Templin 1627 belägrat av danska trupper och vid krigets slut 1648 fanns bara 30 av stadens ursprungliga 413 familjer kvar.
1888 byggdes en järnvägslinje vid staden med anslutning till Berlin (över Neulöwenberg i Löwenberger Land) och Prenzlau, men idag finns bara sträckan söderut kvar. Stadens synagoga brandhärjades av SA-trupper under kristallnatten 1938. Vid bombningar under andra världskriget fick bland annat rådhuset och sjukhuset stora skador.
På grund av att Templin är omgivet av flera sjöar, och stadens väl bevarade ringmur, blev orten efter kriget ett populärt turistmål. För att främja denna utveckling byggdes flera hotell och pensionat i staden. Efter upptäckten av en hälsokälla skapades en badanläggning (Natur Therme Templin) som öppnade år 2000. I staden har även sedan Tysklands återförening ett nöjesfält med temat Vilda Västern (Eldorado) och en sträcka för dressiner öppnats.

## Befolkning
| År   | Invånare |
| ---- | -------- |
| 1875 | 11 669   |
| 1890 | 12 065   |
| 1910 | 12 495   |
| 1925 | 14 525   |
| 1933 | 14 893   |
| 1939 | 15 065   |
| 1946 | 19 169   |
| 1950 | 19 516   |
| 1964 | 17 491   |
| 1971 | 17 473   |

| År   | Invånare |
| ---- | -------- |
| 1981 | 17 912   |
| 1985 | 18 664   |
| 1989 | 18 966   |
| 1990 | 18 884   |
| 1991 | 18 356   |
| 1992 | 18 246   |
| 1993 | 18 184   |
| 1994 | 18 195   |
| 1995 | 18 227   |
| 1996 | 18 215   |

| År   | Invånare |
| ---- | -------- |
| 1997 | 18 314   |
| 1998 | 18 310   |
| 1999 | 18 394   |
| 2000 | 18 273   |
| 2001 | 18 085   |
| 2002 | 17 905   |
| 2003 | 17 773   |
| 2004 | 17 535   |
| 2005 | 17 347   |
| 2006 | 17 127   |

| År   | Invånare |
| ---- | -------- |
| 2007 | 16 844   |
| 2008 | 16 645   |
| 2009 | 16 504   |
| 2010 | 16 455   |
| 2011 | 16 109   |
| 2012 | 16 063   |
| 2013 | 16 007   |
| 2014 | 16 013   |
| 2015 | 16 067   |
| 2016 | 16 117   |

| År   | Invånare |
| ---- | -------- |
| 2017 | 15 974   |
| 2018 | 15 798   |
| 2019 | 15 728   |
| 2020 | 15 636   |

Detaljerade källor anges i Wikimedia Commons..

## Sevärdheter

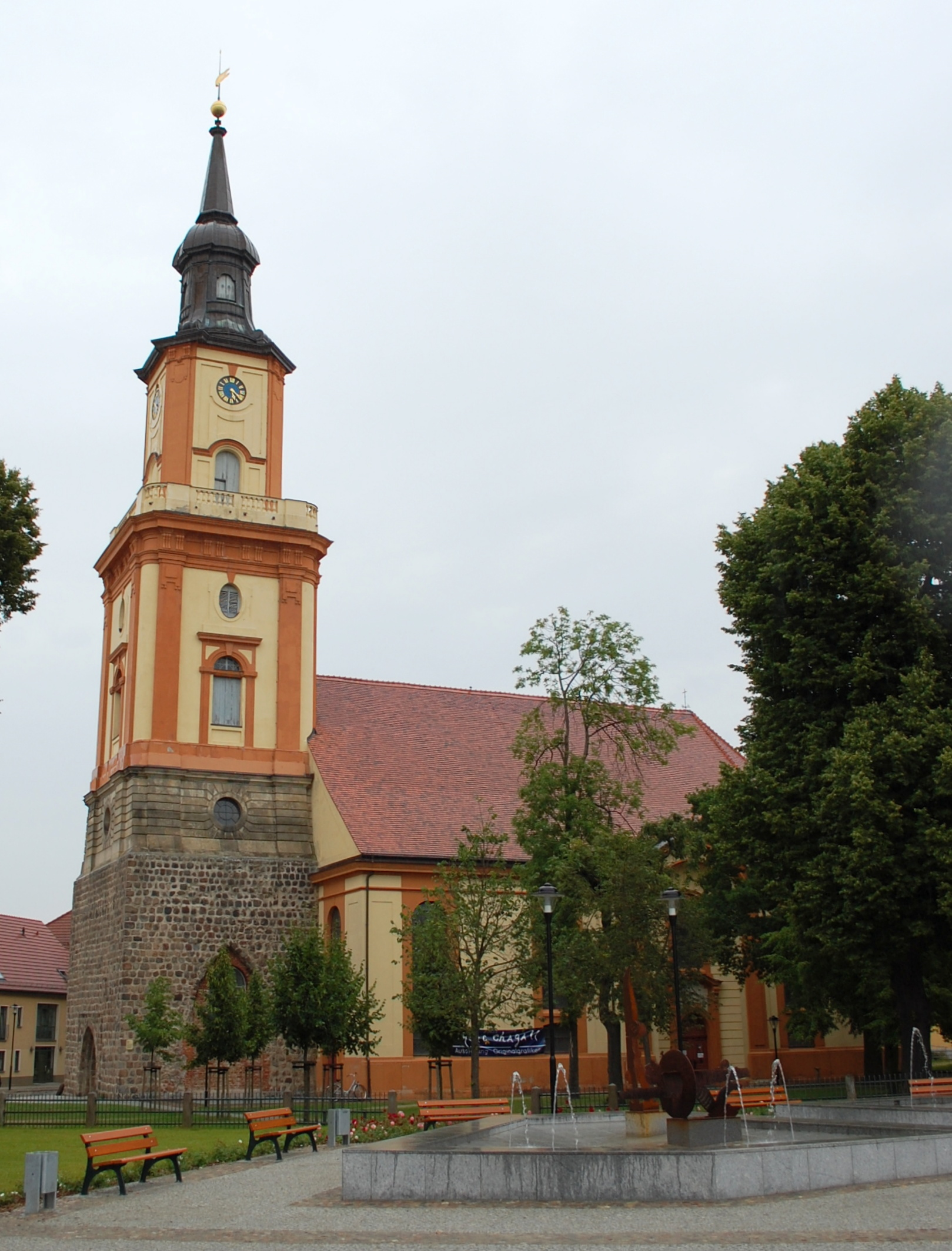
Maria Magdalena-kyrkan

- St.-Maria-Magdalenen-Kirche  (barock, 1700-talet).
- St.-Georgen-Kapelle.
- Gamla staden med hus i fackverk och rådhus i barockstil.
- Den välbevarade 1 750 meter långa ringmuren med torn och stadsportar.
- Flera minnesmärken för personer som kämpade mot fascismen.
- I skogen i stadens sydöstra utkanter ligger ruinerna av Carinhall, Hermann Görings herrgård, som sprängdes av retirerande tyska trupper i april 1945. Endast några mindre servicebyggnader återstår på egendomen.

## Kända Templinbor

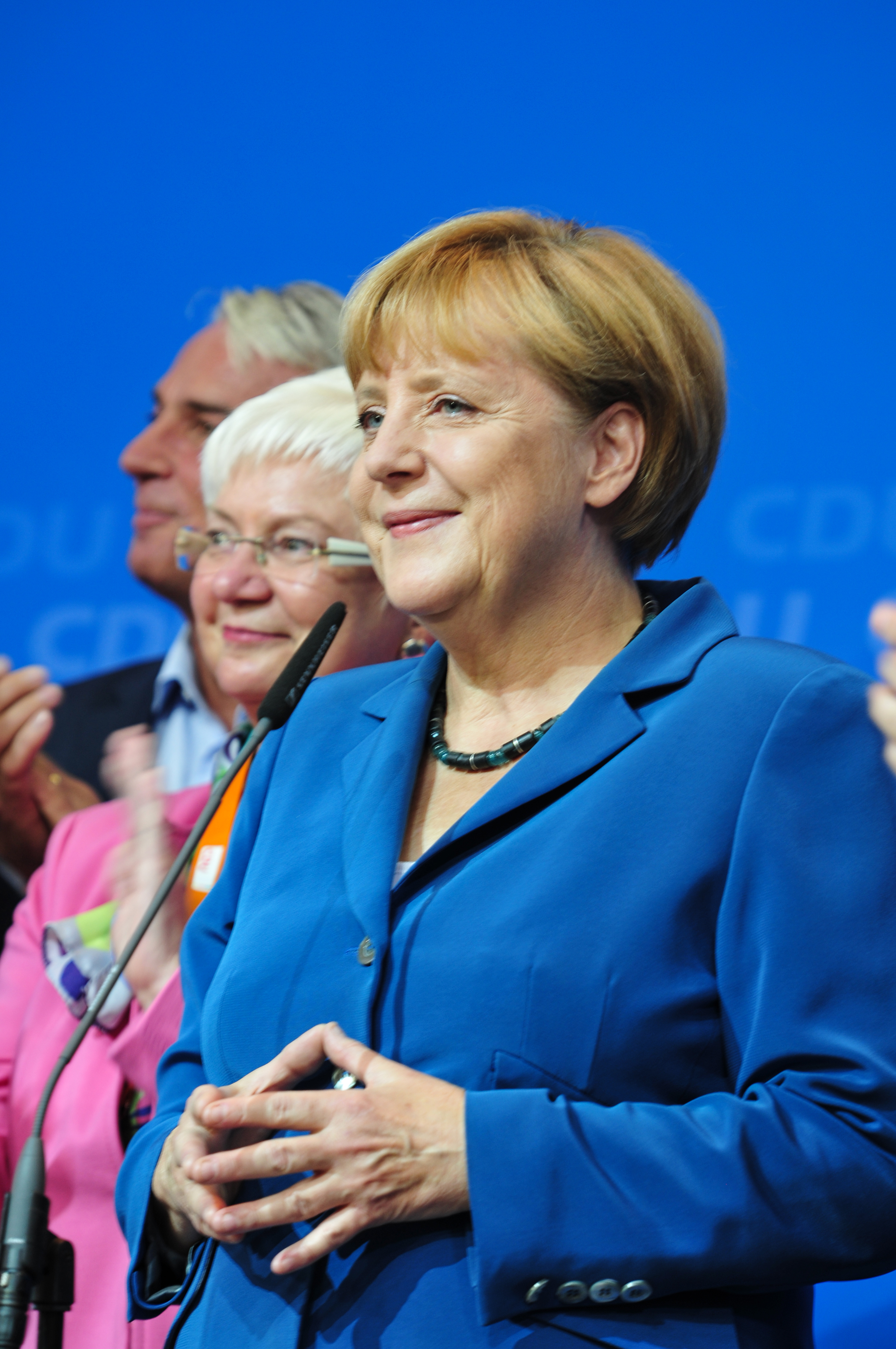
Förbundskanslern Angela Merkel växte upp i Templin. Hennes far Horst Kasner ledde det lokala lutherska prästseminariet.

- Robert Eitner (1832-1905), musikvetare.
- Edmund Hartnack (1826–1891), optiker och mikroskoptillverkare.
- Horst Kasner (1926–2011), luthersk teolog, far till Angela Merkel.
- Manfred Kokot (född 1948), friidrottare och sprintlöpare, OS-medaljör.
- Friederike Krüger (1789–1848), soldat i Napoleonkrigen.
- Karl-Heinz Krüger (född 1953), boxare och OS-medaljör.
- Angela Merkel (född 1954), kristdemokratisk politiker och förbundskansler, uppväxt i Templin.
- Werner Pusch (1913–1988), pedagog och socialdemokratisk politiker.
- Angela Winkler (född 1944), skådespelerska.

## Vänorter
- Bad Lippspringe, Nordrhein-Westfalen, Tyskland
- Połczyn-Zdrój, Västpommerns vojvodskap, Polen